# Grupo Gamesa
Grupo Gamesa (anteriormente llamada Galletera Mexicana, S.A. de C.V.) es una compañía mexicana fabricante de galletas fundada en 1921, con sede en la ciudad de San Nicolás de los Garza, Nuevo León, México.
Desde 1990, la marca forma parte de la corporación de alimentos y bebidas estadounidense PepsiCo, con lo cual sus productos tienen una mayor comercialización internacional. En particular, Gamesa tiene presencia con sus productos en México y otros países de América, notablemente los Estados Unidos y los países de Centroamérica.

## Historia de Gamesa
Gamesa fue fundada en la ciudad de Monterrey, Nuevo León, México, en 1921, cuando los hermanos Alberto, Ignacio y Manuel Santos González adquirieron el 50% de las acciones de la fábrica de galletas y pastas "Lara, S.A.", transformándola en Lara y Santos, S.A. (LYSA). La empresa nació como una pequeña industria local, con tres hornos y 150 trabajadores. Cuatro años más tarde, cambió la razón social de Lara y Santos a la de Industrial, "Fábrica de Galletas y Pastas, S. A.". El cambio de razón social de la fábrica obedeció al cambio de propietarios. Los hermanos Santos se hicieron de la planta al comprar la parte de los otros socios. 
Esto le permitió expandirse rápidamente a otros estados de la República, y para 1948 sus dueños decidieron modificar nuevamente su denominación social para llamarla "Galletera Mexicana, S.A.". Este nuevo cambio de nombre llegó acompañado de otras innovaciones, como la construcción de lo que hoy se conoce como Planta Monterrey y la adquisición de otras instalaciones en distintas ciudades del país. 
Después de tres décadas más de desarrollo, en 1978, Galletera Mexicana, S.A., se convirtió en Gamesa, S.A., nombre con el que empezó a asociarse con otras empresas de renombre internacional, como Nabisco y Gerber.
El mayor paso en la historia de Gamesa, S.A., llegó en octubre de 1990, cuando la empresa familiar evolucionó para integrarse al gran consorcio mundial PepsiCo, comprometiéndose con las expectativas de una compañía transnacional.
Otro gran momento para la empresa ocurrió en noviembre de 2001, cuando PepsiCo adquirió The Quaker Oats Company, Inc., una de las empresas líderes en alimentos integrales.
Como consecuencia de esa transacción, Gamesa integró a su estructura de negocio la operación de Quaker Alimentos en México, con lo que reforzó su línea de productos y formó una importante alianza denominada Gamesa-Quaker. Pero, su producto más antiguo son las "Galletas Chokis" creadas en el año 1925. 
Posteriormente, en 2003, la compañía adquirió el 75% de Maizoro, lo que le abrió mayores oportunidades para crecer como una empresa multi-categoría. En esta dinámica historia se puede apreciar cómo los sueños y expectativas de sus fundadores fueron superados ampliamente por lo que hoy significa y representa Gamesa-Quaker para millones de mexicanos.
Grupo Gamesa fue patrocinador del popular equipo de la Primera División de México, C.F. Pachuca en las temporadas de 2008-2009, 2009-2010, 2010-2011, 2011-2012, 2012-2013.
La madrugada del 15 de noviembre de 2018, se incendió una fábrica de Gamesa en la Ciudad Obregón, Sonora, causando mucha pérdida de mercancía y almacenes calcinados.

## Productos
- Emperador: Chocolate, Chocofresa, Vainilla, Combinado, Intense, Nocturno, Nuez, Senzo, Piruetas
- Marías: Marías Gamesa, Marías Doradas, Marías Azucaradas, Marías Sabor a chocolate
- Chokis: Clásica, Rellena, Chocobase
- Arcoíris
- Saladitas
- Habaneras: Clásicas, Integrales, Bran, Con miel de abeja
- Soda Real
- Mamut
- Flipy
- Gamesa Clásicas: Maravillas (Vainilla, Chocolate y Nuez), Barras de coco, Florentinas (Sabor fresa y Sabor cajeta), Hawaianas, Ricanelas, Polvorones sabor nuez, Flor de Naranjo, Delicias (Sabor mantequilla, Sabor chocolate y Sabor naranja)
- Crackets
- Cremax (antes Cremax de nieve): Sabor a chocolate, Sabor a fresa y Sabor a vainilla
- Emperador, Chokis y Cremax sin azúcar (solamente Emperador Chocolate, Chokis Clásica y Cremax sabor a Chocolate)
- Chocolatines
- Chocotella: Emperador, Emperador Senzo, Marías Gamesa, Cremax, Chokis Brownie y Florentinas
- Giro
- Giro Chocofresa
- Giro Crema de cacahuate
- Pan Crema
- Surtido Rico
- Fruts (antes Fruts de Arcoíris)
- HotCakes Gamesa
- Mini Chokis, Mini Marías, Mini Mamut y Mini Crackets
- Bizcohitos Gamesa
- Bombitos Gamesa
- PekePakes
- Harina Gamesa Selecta para Hot Cakes